# Walter Garcia Porcari
Walter Garcia Porcari (Callao, Perú; 9 de abril de 1953) es un exfutbolista peruano. Desempeñó como mediocampista en diversos equipos como el Club Alianza Lima, Club Atlético Chalaco y Sport Boys Association. Conocido popularmente como "pirulita", debido a un homónimo llamado Walter Garcia Morales conocido como pirula. Fue integrante de la Selección de fútbol del Perú.

## Clubes
| Club                   | País | Temporada |
| ---------------------- | ---- | --------- |
| Centro Deportivo Sima  | Perú | 1972      |
| Club Alianza Lima      | Perú | 1973-1974 |
| Club Cienciano         | Perú | 1976-1977 |
| Club Atlético Chalaco  | Perú | 1978      |
| Foot Ball Club Melgar  | Perú | 1979      |
| Unión González Prada   | Perú | 1980      |
| Sport Boys Association | Perú | 1981      |